# Bagley (Iowa)
Bagley – miasto w Stanach Zjednoczonych, w stanie Iowa, w hrabstwie Guthrie.

## Demografia
Zgodnie ze spisem statystycznym z 2000, miasto liczyło 354 mieszkańców. W 2023 liczba mieszkańców spadła do 230 osób, a gęstość zaludnienia poniżej 288 osób/km².

## Geografia
Bagley znajduje się na 41° 50' 48 N, 94° 25' 44 W (41.846675, -94.428814). Według United States Census Bureau miasto zajmuje obszar 0,8 km².